# 芭芭拉·克劳泽

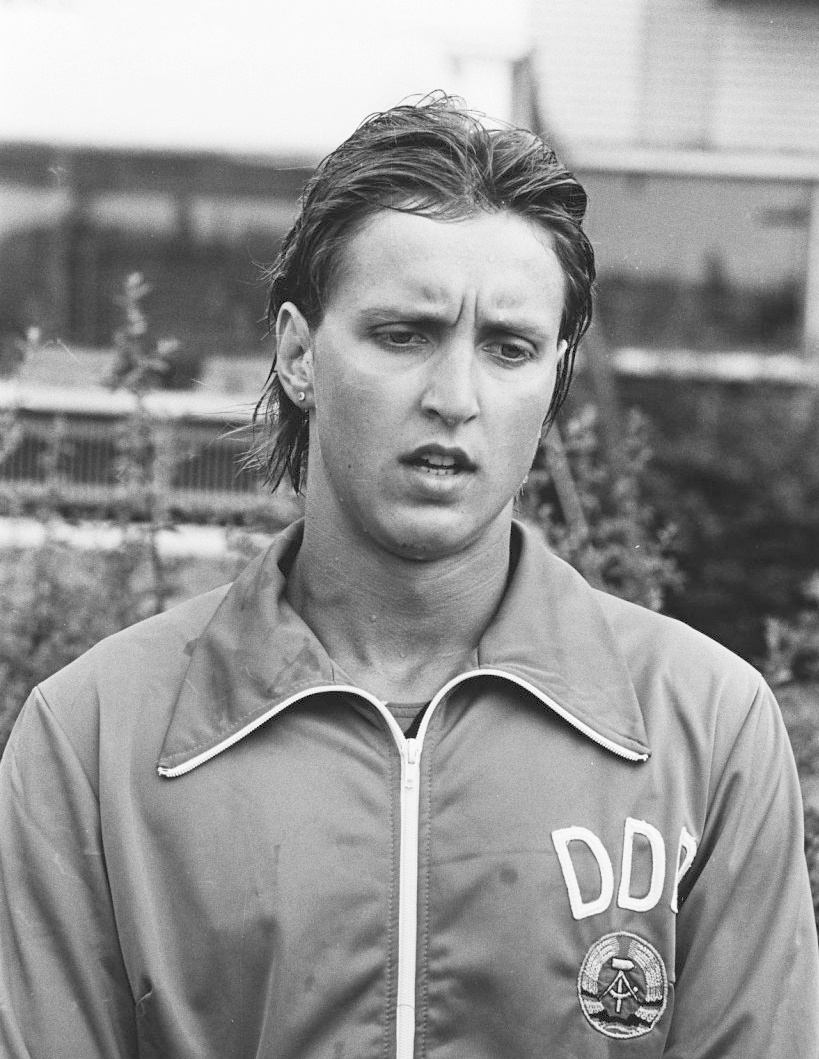
芭芭拉·克劳泽 (1979年)

芭芭拉·克劳泽（德語：Barbara Krause，1959年7月7日—），德国女子游泳运动员。她曾代表东德参加1980年夏季奥林匹克运动会游泳比赛，获得女子100米自由泳、女子200米自由泳和女子4×100米自由泳接力金牌。